# کاسپر پژیوکو
کاسپر پژیوکو (انگلیسی: Kacper Przybyłko؛ زادهٔ ۲۵ مارس ۱۹۹۳) بازیکن فوتبال اهل آلمان است.
از باشگاه‌هایی که در آن بازی کرده‌است می‌توان به باشگاه فوتبال کلن، باشگاه فوتبال گروتر فورث، باشگاه فوتبال کایزرسلاوترن، باشگاه فوتبال آرمینیا بیله‌فلد، و فیلادلفیا یونیون اشاره کرد.
وی همچنین در تیم‌های ملی فوتبال Poland national under-16 football team, Poland national under-17 football team, Poland national under-18 football team, Poland national under-19 football team، زیر ۲۰ سال لهستان، و زیر ۲۱ سال لهستان بازی کرده‌است.